# Louis Dollo

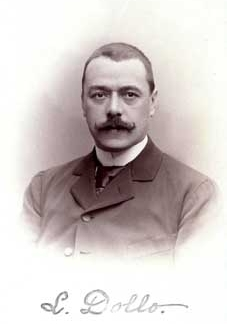
Louis Dollo (Datum unbekannt)

Louis Antoine Marie Joseph Dollo (* 7. Dezember 1857 in Lille; † 19. April 1931 in Brüssel) war ein aus Frankreich stammender belgischer Paläontologe. Er leitete ab 1878 die Ausgrabung und später Rekonstruktion der berühmten Funde des Dinosauriers Iguanodon in der Kohlegrube von Bernissart.

## Leben
Dollo machte 1877 seinen Abschluss als Ingenieur am Institut industriel du Nord (École Centrale de Lille) und begann als Bergbauingenieur zu arbeiten. Ab 1878 beaufsichtigte er drei Jahre lang die Bergung der in rund 320 m Tiefe in einer Kohlegrube an der französisch-belgischen Grenze in Bernissart entdeckten Iguanodon-Fossilien (31 gut erhaltene Skelette). Erst war dies nur eine Nebenbeschäftigung, aber 1881 siedelte er ganz nach Belgien über.
1882 bis 1885 arbeitete er an der Rekonstruktion der Iguanodon-Skelette als Kurator für Wirbeltierfossilien am Institut royale des sciences naturelles de Belgique in Brüssel und ihrer Aufstellung im Belgischen Naturkundemuseum, wo er 1891 Konservator wurde. Bei der schwierigen Aufstellung (vor der Überführung ins Museum zunächst in einer Kirche bewerkstelligt) kam ihm seine Ausbildung als Ingenieur zugute. Seine Rekonstruktion als aufrecht gehende Zweibeiner gilt aber heute als überholt, und auch die ausgestellten Skelette im Naturkundemuseum in Brüssel sind heute als Vierbeiner rekonstruiert. Dollo war es, der den Daumenfortsatz, den sowohl der Erstentdecker Gideon Mantell als auch Richard Owen noch auf der Nase platzierten, korrekt identifizierte, und er unterschied zwei Arten unter den Funden. 1909 wurde Dollo Professor für Paläontologie an der Universität Brüssel (Solvay-Institut).
Nach ihm ist das Dollosche Gesetz benannt (1905), auch Gesetz der irreversiblen Evolution genannt. Es wurde allerdings von Michael F. Whiting und Kollegen in einem Nature-Artikel von 2003 in Frage gestellt. Sie fanden bei Gespenstschrecken, dass einige Arten ihre Flugfähigkeit erst verloren, 50 Millionen Jahre später aber wiedererlangten. Auf molekularer Ebene fanden sich allerdings 2009 Bestätigungen für das Gesetz beim Studium der Entwicklung von Glukokortikoid-Rezeptoren.
1911 wurde er korrespondierendes und 1913 volles Mitglied der Académie royale des Sciences, des Lettres et des Beaux-Arts de Belgique. 1912 wurde er Ehrenmitglied der Paläontologischen Gesellschaft. 1912 erhielt er die Murchison-Medaille der Geological Society of London. 1920 wurde er als auswärtiges Mitglied in die Königlich Niederländische Akademie der Wissenschaften aufgenommen. 1928 wurde er zum korrespondierenden Mitglied der Bayerischen Akademie der Wissenschaften gewählt. Seit 1928 war er korrespondierendes Mitglied der Preußischen Akademie der Wissenschaften. Ebenfalls 1928 wurde er in die American Academy of Arts and Sciences sowie in die damalige Sowjetische Akademie der Wissenschaften gewählt.

## Schriften
- Stephen Jay Gould (Herausgeber): Louis Dollo's papers on paleontology and evolution: Original Anthology, New York, Arno Press, 1980
- David B. Weishampel, Nadine M. White (Herausgeber): The Dinosaur Papers, Smithsonian Institution Books, Washington, 2003 (Abdruck einiger Arbeiten von Dollo)
- Dollo Première note sur les dinosauriens de Bernissart, Bulletin du Musée Royal d’Histoire Naturelle de Belgique, Band 1, 1882, S. 161–180
- Manuel de paléontologie. Paris 1886 doi:10.5962/bhl.title.61573
- Poissons. Anvers 1904 doi:10.5962/bhl.title.13845